# Киприянов, Михаил Владимирович
Михаил Владимирович Киприянов — советский хозяйственный, государственный и политический деятель.

## Биография
Родился в 1902 году в Алапаевске. Член КПСС с 1925 года.
С 1916 года — на хозяйственной, общественной и политической работе. В 1916—1941 гг. — электромонтёр завода, ответственный секретарь завкома, политрук в РККА, секретарь парторганизации завода, секретарь парткома Алапаевского и Уфалейского металлургических заводов, начальник политотдела Регарской МТС, первый секретарь Регарского райкома КП Таджикистана, заведующий отделом агитации и пропаганды ЦК КП Таджикистана, первый секретарь Ленинабадского горкома, Ленинабадского обкома КП Таджикистана, заместитель начальника политотдела 32-й армии Резервного фронта.
Избирался депутатом Верховного Совета Таджикской ССР 1-го созыва.
Погиб в 1941 году.
Награждён орденом Трудового Красного Знамени (28.04.1940) — «за активное участие в строительстве величайшего в Союзе ССР ирригационного сооружения Большого Ферганского канала имени тов. И. В. Сталина и проявленные при этом выдающиеся успехи».